# Montes da Crimeia
Os montes da Crimeia (em russo:  Крымские горы, em ucraniano:  Кримські гори, em tártaro da Crimeia:  Qırım dağları) são uma cordilheira que se estende paralelamente à costa sudeste da Península da Crimeia, a cerca de 13 km do mar Negro. A oeste, as montanhas caen bruscamente até ao mar, mas a leste, mudam gradualmente para uma paisagem de estepe.
O seu sistema montanhoso é formado por três cadeias montanhosas, que se estendem do Cabo Ayia, perto da cidade de Balaclava, até perto da cidade de Teodósia, a leste. O comprimento das montanhas da Crimeia é aproximadamente de 160 km, com largura de 50 km.
A cordilheira externa, situada a norte, apresenta colinas de baixa altitude, tendo a mais alta apenas 350 metros. A cordilheira interior tem altitudes até 750 metros e a cordilheira principal, situada a sul e que se estende paralela ao mar, e o seu ponto mais alto está a 1545 metros (Roman-Kosh) e tem 1541 m de proeminência topográfica. Uma parte considerável das montanhas da Crimeia pertence à reserva natural da Crimeia.

## Mesetas ou maciços
A cordilheira principal da Crimeia está subdividida em vários maciços ou mesetas chamados Yaila (em russo:  яйла), que em tártaro da Crimeia significa "Prado alpino".
As mais importantes são:
- Meseta de Ai-Petri
- Meseta de Babugan
- Meseta de Bajdar
- Meseta de Gurzuf
- Meseta de Demerji
- Meseta de Dolgorukova
- Meseta de Karaby
- Meseta de Nikita
- Meseta de Orta-Syrt
- Meseta de Chatyr-Dag
- Meseta de Yalta

## Picos mais altos
O pico mais alto da Crimeia é o Roman-Kosh (em russo:  Роман-Кош, em tártaro da Crimeia:  Roman Qoş) situado na meseta de Babugan, com altitude de 1545 metros. Outros picos importantes acima de 1200 metros são:
- Demir-Kapu - 1.540 metros, situado na meseta de Babugan.
- Zeytin-Kosh - 1537 metros, situado na meseta de Babugan.
- Kemal-Egerek - 1529 metros, situado na meseta de Babugan.
- Eklizi-Burun - 1527 metros, situado na meseta de Chatyr-Dag.
- Lapata - 1406 metros, situado na meseta de Yalta.
- Ai-Petri - 1243 metros, situado na meseta de Ai-Petri.

## Passos de montanha e rios
Os mais importantes passos de montanha nos montes da Crimeia são:
- Passo Angarskyi - perto de Perevalne, entre Alushta e Simferopol
- Passo Laspi, entre Yalta e Sebastopol

Os rios dos montes da Crimeia incluem o Alma, Chernaya ou Chorna, e o Salgir nas vertentes a norte, e o Uchan-su na vertente meridional. Este último forma a queda de água de Uchan-su, uma atração turística popular e a mais alta cascata da península.